# Fior di latte
Le fior di latte (littéralement « fleur de lait » en langue française) est un fromage à pâte filée fabriqué à partir du lait de vache — avec une technique similaire à celle de la mozzarella —, originaire de Campanie et des Pouilles.
L’appellation fior di latte désigne également une crème glacée à base de lait et de crème fraîche.

## Caractéristiques
De forme sphérique ou cubique, il a une teneur en eau de 62-65 % et environ 49 % de matière grasse (sur extrait sec), et se consomme frais ou pas plus de trois jours après sa fabrication. La coagulation se fait à l'aide de ferments lactiques et de présure liquide de veau à 35 °C. La pâte est modelée selon la demande.
Il est reconnu comme un produit agroalimentaire traditionnel de la Campanie. Le fior di latte de Sorrente, d'Agerola et des monts Lattari, fabriqué avec le lait des vaches de race locale et élevées selon la tradition, a un goût très particulier et s'adapte à de nombreuses préparations culinaires.
Autrefois, l’appellation « mozzarella » n'était attribuée qu'à la mozzarella de bufflonne ; ce n'est que plus tard que s'est répandu le nom de fior di latte pour désigner la mozzarella fabriquée à partir de lait de vache[réf. nécessaire].